# Lozica (biljni rod)
Lozica (hrv. lozica, lozika; lat. Parthenocissus), biljni rod u porodici lozovki raširen poglavito po umjerenoj Aziji i Sjevernoj Americi; jedna vrsta u Rusiji.
Postoji 12 vrsta listopadnih, drvenastih lijana i grmastih penjačica među kojima i dvije koje rastu i u Hrvatskoj: petolisna lozika i trošiljasta lozika.

## Vrste
1. Parthenocissus dalzielii Gagnep.
2. Parthenocissus feddei (H. Lév.) C. L. Li
3. Parthenocissus henryana (Hemsl.) Diels & Gilg
4. Parthenocissus heptaphylla Britton ex Small
5. Parthenocissus inserta (A. Kern.) Fritsch
6. Parthenocissus laetevirens Rehder
7. Parthenocissus quinquefolia (L.) Planch., petolisna lozika
8. Parthenocissus renukae Anto & Pradeep
9. Parthenocissus semicordata (Wall.) Planch.
10. Parthenocissus sichuanensis Y. F. Deng
11. Parthenocissus suberosus Hand.-Mazz.
12. Parthenocissus tricuspidata (Siebold & Zucc.) Planch., trošiljasta lozika
13. Parthenocissus vicaryana (Kurz) H. B. Naithani, možda sinonim za Parthenocissus semicordata (Wall.) Planch.